# Marcello Pacini
Marcello Pacini (Portoferraio, 16 agosto 1936) è un politico italiano.

## Biografia
Alle elezioni politiche del 2001 è eletto deputato con Forza Italia. Dal 2001 al 2004 è stato membro della I Commissione affari costituzionali, mentre dal 2002 al 2006 membro della III Commissione affari esteri e comunitari.

## Opere
- ”Scelta federale e unità nazionale. Estratti da un programma in itinere della Fondazione Giovanni Agnelli”, Fondazione Agnelli Editore - 1994
- ”Una cronaca culturale. Le attività della Fondazione Giovanni Agnelli dal 1976 al 1999”, Fondazione Agnelli Editore - 1999